# 煎餅磨坊

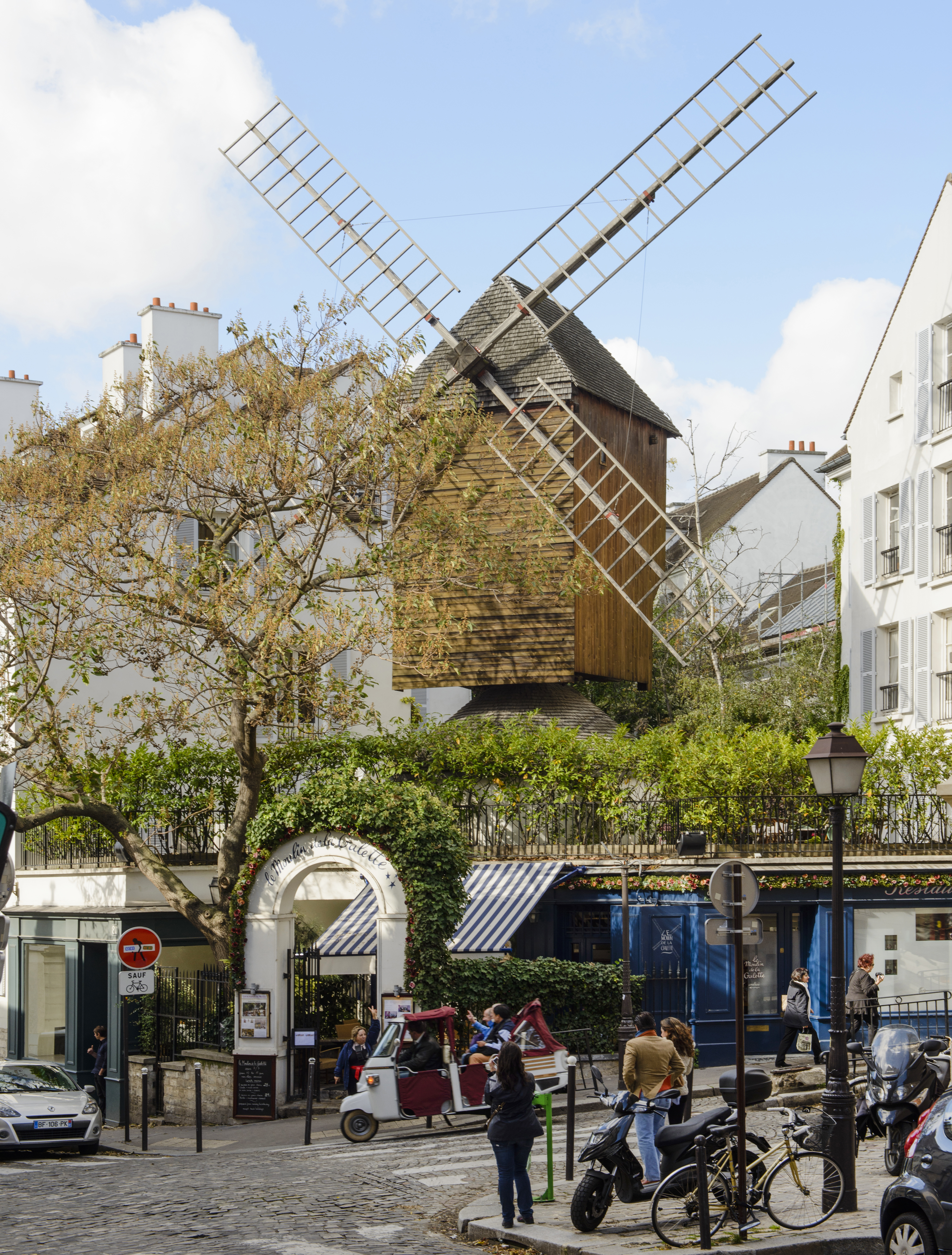
煎餅磨坊

煎餅磨坊（法語：Moulin de la Galette、Blute-fin）是位於法國首都巴黎蒙馬特地區的一座風車建築，建造於1622年，現在仍被用於磨製麵粉。它也是煎餅磨坊的舞會等名畫的舞台。